# Atina
Az Atina az Aténé női név újgörög alakja.

## Rokon nevek
Aténa, Aténé

## Gyakorisága
Az újszülötteknek adott nevek körében az 1990-es években szórványosan fordult elő. A 2000-es és a 2010-es években sem szerepelt a 100 leggyakrabban adott női név között.
A teljes népességre vonatkozóan az Atina sem a 2000-es, sem a 2010-es években nem szerepelt a 100 leggyakrabban viselt női név között.

## Névnapok
január 18., július 16.

## Híres Atinák
Papadimitriu Athina, magyar színésznő